# Autoritratto (Giorgione)
L'Autoritratto è un dipinto a olio su carta riportata su tavola (31x28 cm) attribuito a Giorgione, databile al 1510 circa e conservato nel Museo di Belle Arti di Budapest.

## Storia e descrizione
Il dipinto è tratto dall'Autoritratto come David a Braunschweig, di cui è in genere ritenuta una copia autografa o di un allievo vicino a Giorgione.
L'opera venne trafugata il 5 novembre del 1983, e recuperata dai Carabinieri a Eghjon (Grecia), in un convento abbandonato, il 20 gennaio dell'anno successivo. In entrambe le occasioni vennero rubate e recuperate anche opere di Raffaello Sanzio, di Tiepolo e del Tintoretto.
Il personaggio affiora dall'oscurità col busto di profilo rivolto a destra e la testa girata verso lo spettatore, a cui rivolge uno sguardo diretto. Il capelli sono scuri e lunghi, in cattivo stato di conservazione, gli occhi grandi, il naso dritto, le labbra carnose, il mento appuntito, l'espressione leggermente corrucciata e imbronciata, adatta alla figura di David. In questo dipinto, invece dell'armatura, indossa un vestito verde scuro, tipico dell'alta borghesia dell'epoca.

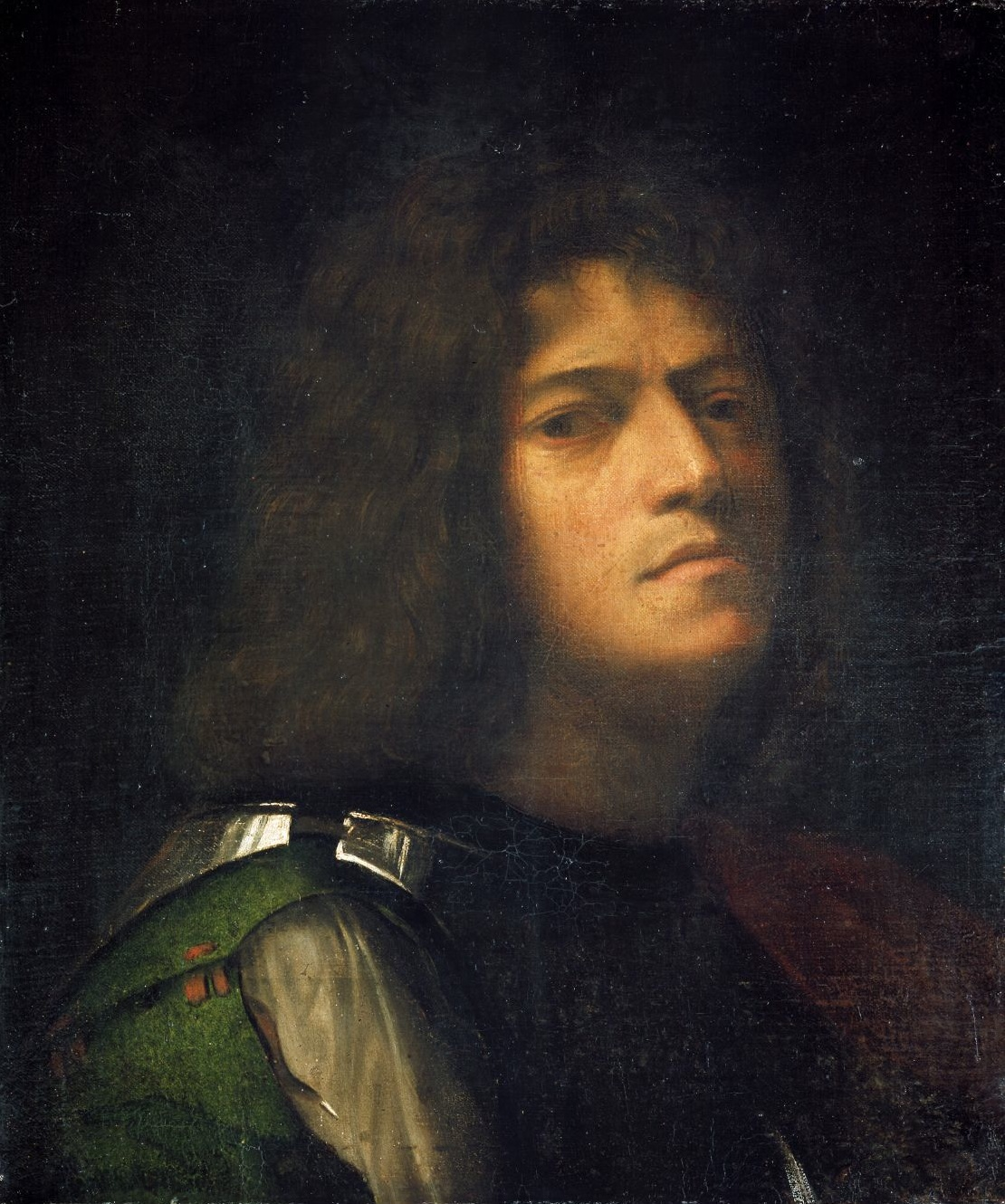
Autoritratto come David